# Palais de l'Isle
Le palais de l'Île est une ancienne maison forte du XIIe siècle, remaniée à plusieurs reprises, située sur un îlot formé par le Thiou, qui se dresse sur la commune d'Annecy dans le département de la Haute-Savoie, en région Auvergne-Rhône-Alpes.
Utilisé notamment comme prison, aujourd'hui lieu d'exposition sur l'architecture et le patrimoine du territoire de l'agglomération d'Annecy, il offre un parcours permanent sur l'histoire et le patrimoine de ce territoire. Les anciennes salles d'audience, les anciennes cellules et cachots des prisonniers ainsi que l'ancienne chapelle se visitent.

## Situation
Le palais de l'Île est situé dans le département français de la Haute-Savoie sur la commune d'Annecy, au milieu de la vieille ville, sur une île du Thiou. Il commandait le seul passage sur la rivière ainsi que le péage qui y était attaché.

## Historique

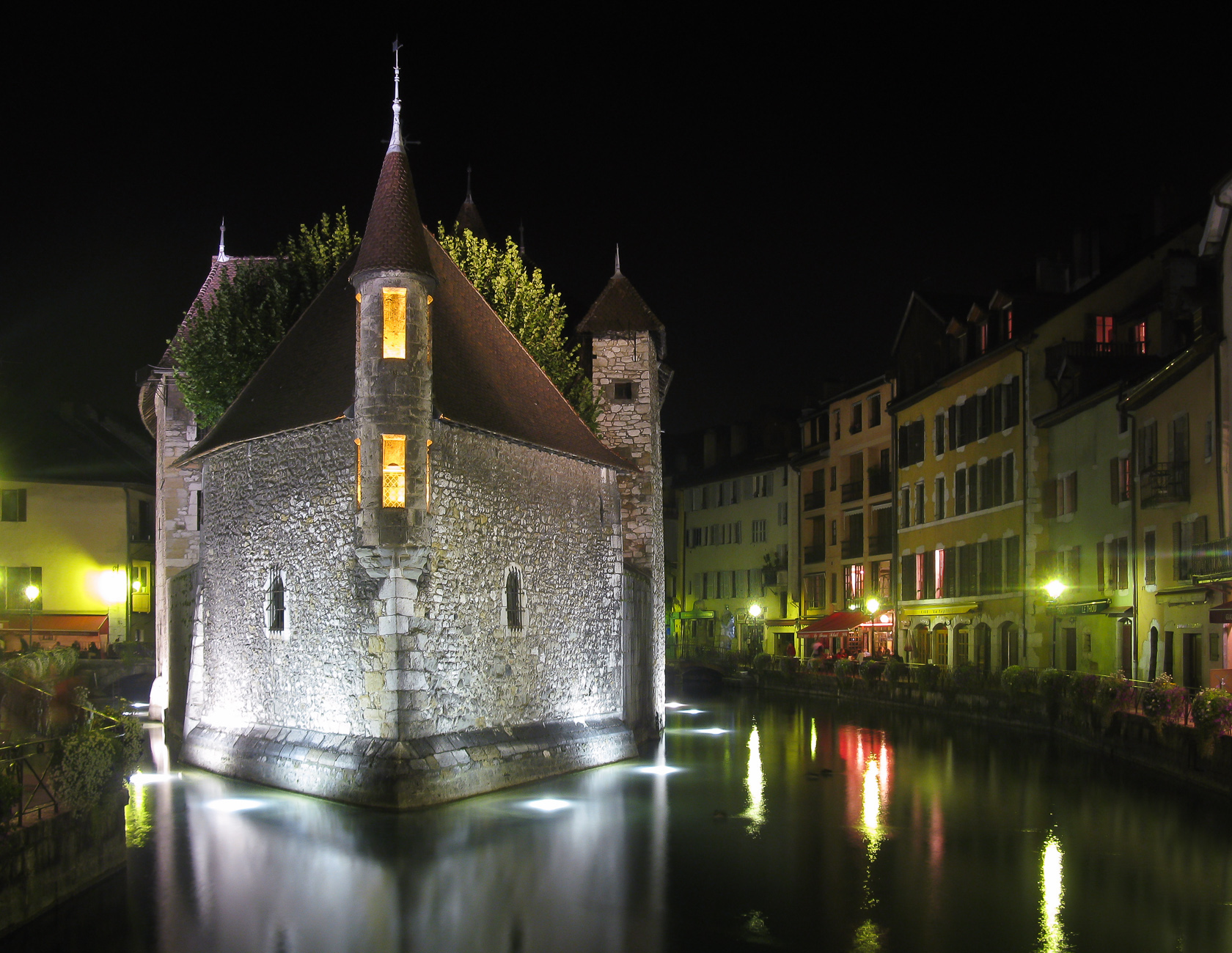

Aux XIIe et XIIIe siècles,, le palais de l'Île est entre les mains des seigneurs de l'Île, qui le tiennent en fief des comtes de Genève. Après leur installation au château d'Annecy, en 1219, les comtes récupèrent la seigneurie et l'inféodent aux Monthouz. Jean de Monthouz est en 1325 seigneur de l'Île d'Annecy et de la prison pour le comte de Genève ; les Monthouz auront la charge des prisons comtales jusqu'en 1355. En 1356, le comte Amédée III obtient de l'empereur Charles IV le droit de battre monnaie, privilège détenu jusqu'à présent par l'évêque de Genève,; il fonctionnera jusqu'en 1392.
En 1401, le comté de Genève est annexé à la Savoie. Les Monthouz se voient inféodés à nouveau du palais de l'Île par Amédée VIII de Savoie. Puis la famille de La Croix en aura quelque temps la charge.
Janus de Savoie, fils cadet du duc Louis Ier de Savoie, ayant reçu le Genevois en apanage, rachète l'inféodation et donne l'Île à son épouse Hélène de Luxembourg. Leur fille, Louise, se marie avec François de Luxembourg-Martigues. Cette famille transformera l'antique maison forte en demeure princière, qu'elle conservera jusqu'au début du XVIe siècle. À cette époque, le palais de l'Île fait retour aux ducs de Genevois-Nemours. Ces derniers y rétablissent les prisons et y installent le palais de justice, ainsi que le Conseil présidial du Genevois au 1er étage et la Chambre des comptes de Genevois, à partir de 1550 environ.
Au début du XVIIe siècle, le président Antoine Favre y rend ses arrêts. En 1659, à la mort d'Henri II, dernier duc de Genevois-Nemours, Charles-Emmanuel II de Savoie supprime l'apanage ; il ne reste alors que les prisons et la judicature mage du Genevois. Le palais de l'Île conservera ce rôle de prison jusqu'à la Révolution française. En 1729, il abrite les bureaux du cadastre et la délégation pour l'affranchissement des droits féodaux en 1771. Ensuite, il sera tantôt caserne pour les troupes de passage, entrepôt pour l'intendance, asile de vieillards, de 1864 à 1888, puis de nouveau caserne. Menacé de destruction, le coût trop élevé en empêche cette dernière. Il fait l’objet d'un classement au titre des monuments historiques par arrêté du 16 février 1900, permettant de protéger l'édifice.
Il sert à nouveau de prison durant la Seconde Guerre mondiale. Restauré, il abrite aujourd'hui le CIAP (Centre d'interprétation de l'architecture et du patrimoine), qui propose un parcours permanent sur l’architecture et le patrimoine de l’agglomération d’Annecy ainsi que des expositions temporaires renouvelées régulièrement. Les salles historiques permettent l’évocation des anciennes fonctions du monument.
D'avril 2016 à 2017, d'importants travaux de rénovation de la toiture et des façades sont entrepris.

## Protection
Le palais est classé au titre des monuments historiques le 16 février 1900.

## Description
Le palais de l'Île se présente sous la forme d'une enceinte en forme de fuseau qui épouse le tracé de l'île. Son noyau le plus ancien est un logis-tour datant de la fin du XIIe siècle ou du début du XIIIe siècle, d'environ 12 mètres de côté, construit en bel appareil régulier. On y accède par deux ponts ; auparavant, deux portes en fermaient l'accès. Aujourd'hui, on peut encore observer les arrachements de la porte sud, celle du nord subsiste encore.
Le rez-de-chaussée est divisé en quatre pièces voûtées plein-cintre. Au premier étage, on trouve la grande salle d'audience et son plafond et dont la façade s'ouvre par une loggia. Elle est surmontée de deux autres étages. Au XVe siècle, on a accolé à ce logis un escalier à vis. L'enceinte contemporaine du donjon a été partiellement reconstruite au XIVe siècle, de même que les bâtiments qui s'y appuient. Toujours au rez-de-chaussée, entre la porte des prisons et celle du palais de justice, dans une arcade, de nos jours vitrée, se trouve « le banc du droit » où se faisaient les proclamations officielles.
Une cour intérieure à l'est sépare ce donjon d'une chapelle de forme triangulaire, flanquée par la tourelle des latrines. Les cachots sont disposés le long du petit bras du Thiou sur trois étages au-dessus du logement des geôliers et de la cuisine. Les avocats, avaient leurs bureaux, regroupés dans un bâtiment bas, dit les banches, situé au nord.

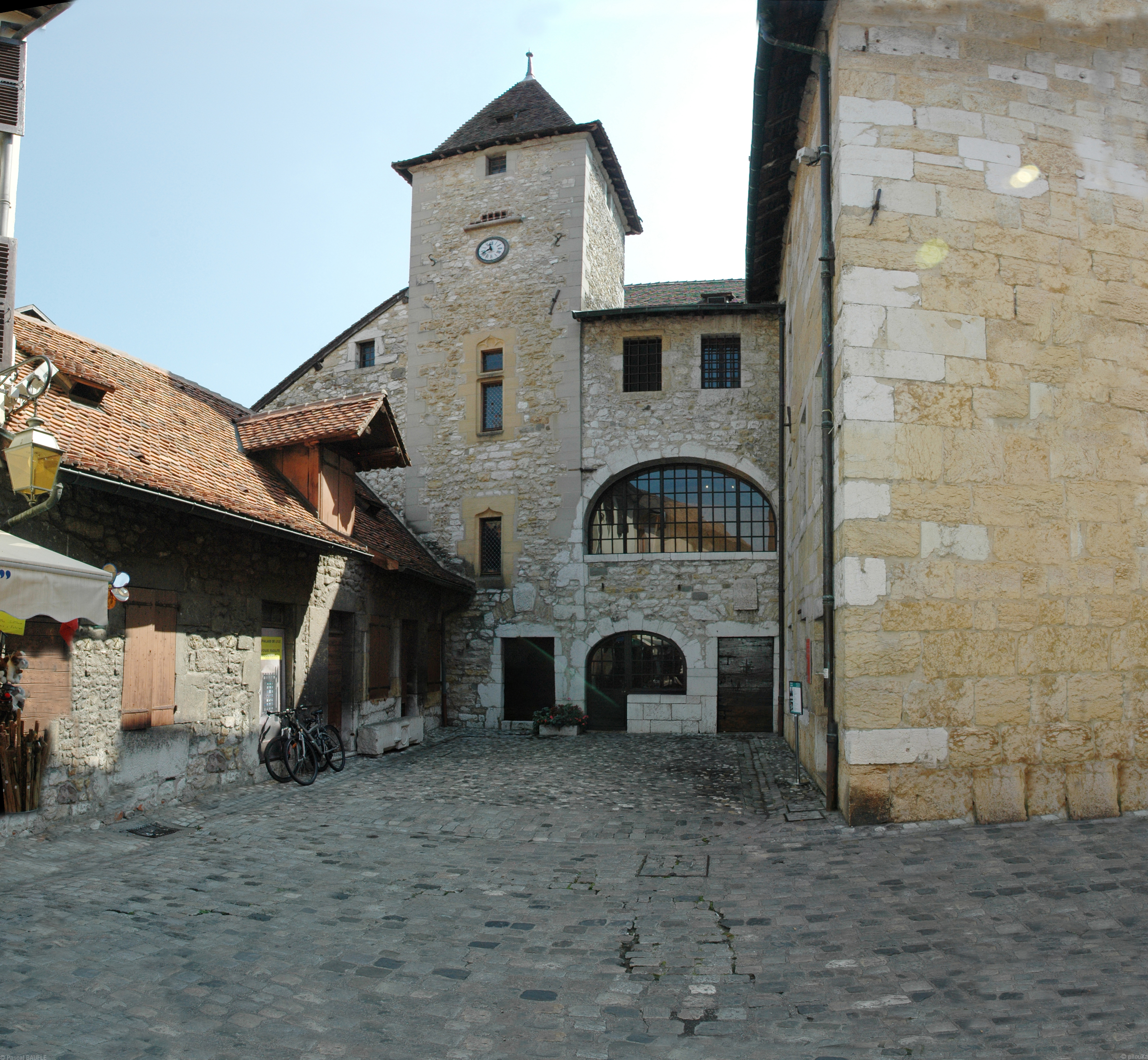
Le palais vu de l'intérieur.
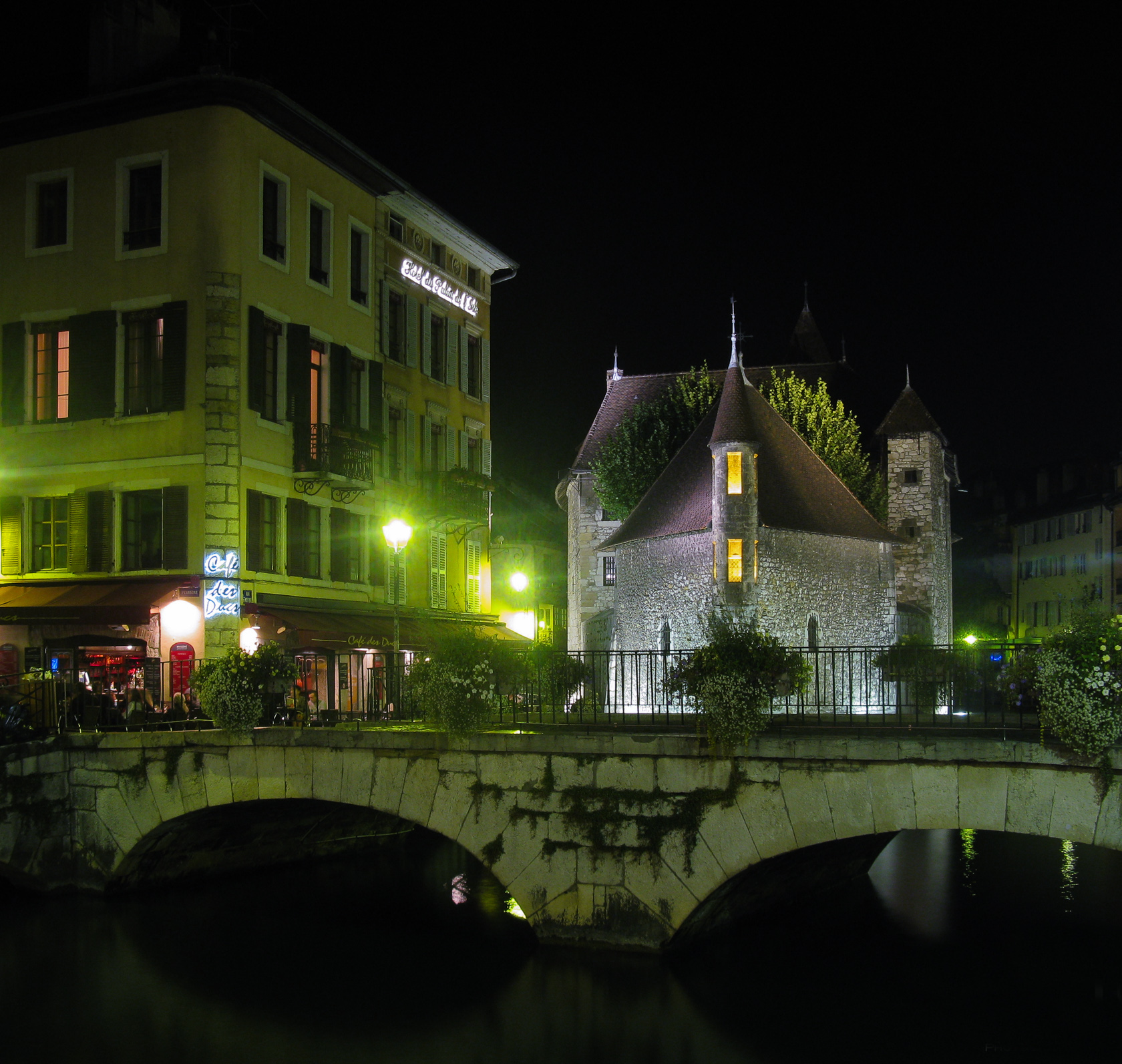
Le palais vu de l'est.
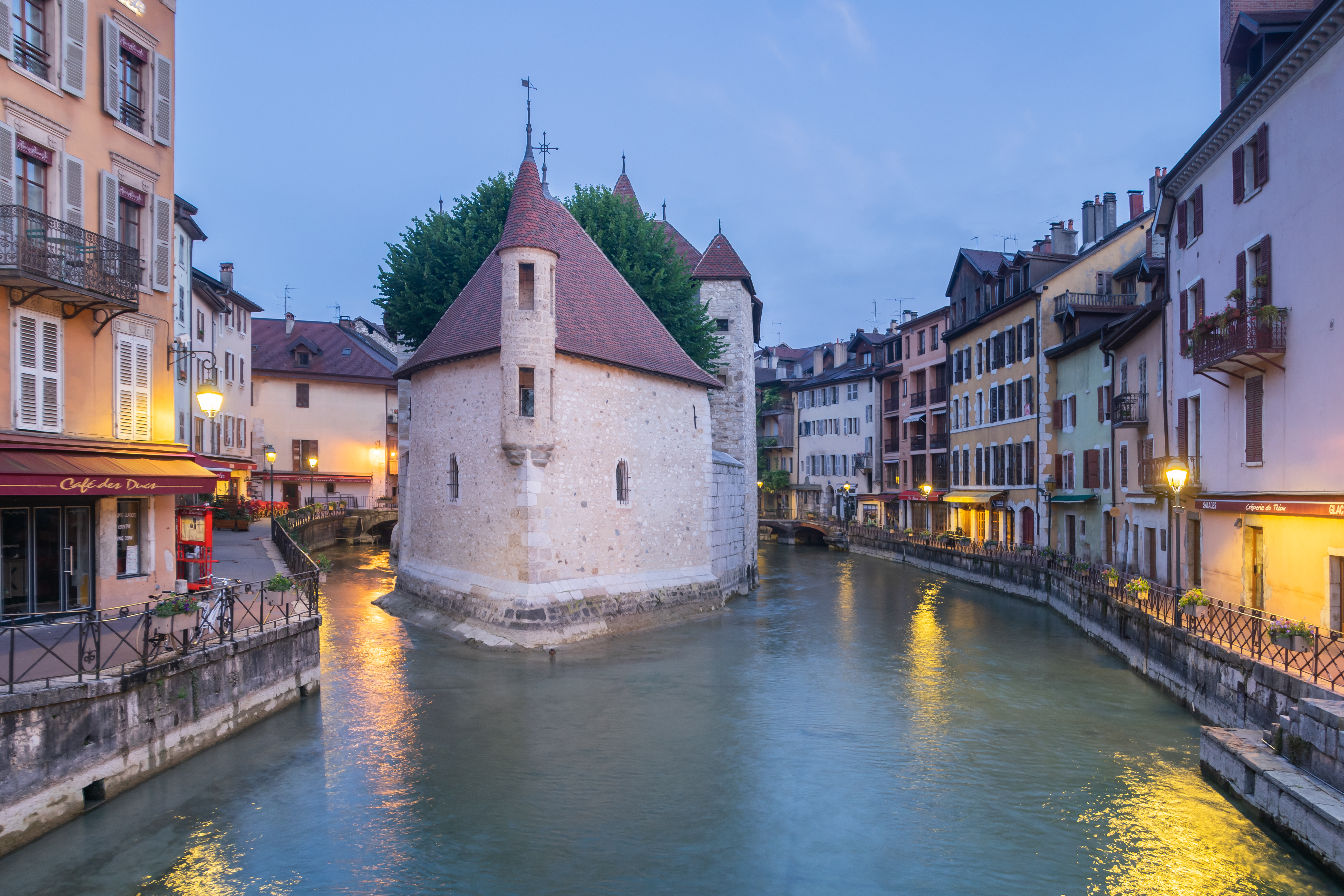
Le palais vu de l'eau.